# Lavandula rejdalii
Lavandula rejdalii là một loài thực vật có hoa trong họ Hoa môi. Loài này được Upson & Jury mô tả khoa học đầu tiên năm 2002.